# Evermannia longipinnis
Evermannia longipinnis är en fiskart som först beskrevs av Steindachner, 1879.  Evermannia longipinnis ingår i släktet Evermannia och familjen smörbultsfiskar. IUCN kategoriserar arten globalt som otillräckligt studerad. Inga underarter finns listade i Catalogue of Life.